# ماثيو بلات
ماثيو بلات (بالإنجليزية: Matthew Platt) هو لاعب كرة قدم بريطاني في مركز الدفاع، ولد في 3 أكتوبر 1997 في Knowsley, Merseyside ‏ في المملكة المتحدة. لعب مع بلاكبيرن روفرز.

## وصلات خارجية
- ماثيو بلات على موقع قاعدة بيانات كرة القدم.إي يو (الإنجليزية)
- ماثيو بلات على موقع Soccerbase.com (لاعب) (الإنجليزية)
- ماثيو بلات على موقع Soccerway.com (الإنجليزية)